# Cyrtandra brownii
Cyrtandra brownii är en tvåhjärtbladig växtart som beskrevs av Karl Moritz Schumann. Cyrtandra brownii ingår i släktet Cyrtandra och familjen Gesneriaceae. Inga underarter finns listade i Catalogue of Life.